# Ochotnicza Straż Pożarna w Ołdrzychowicach Kłodzkich

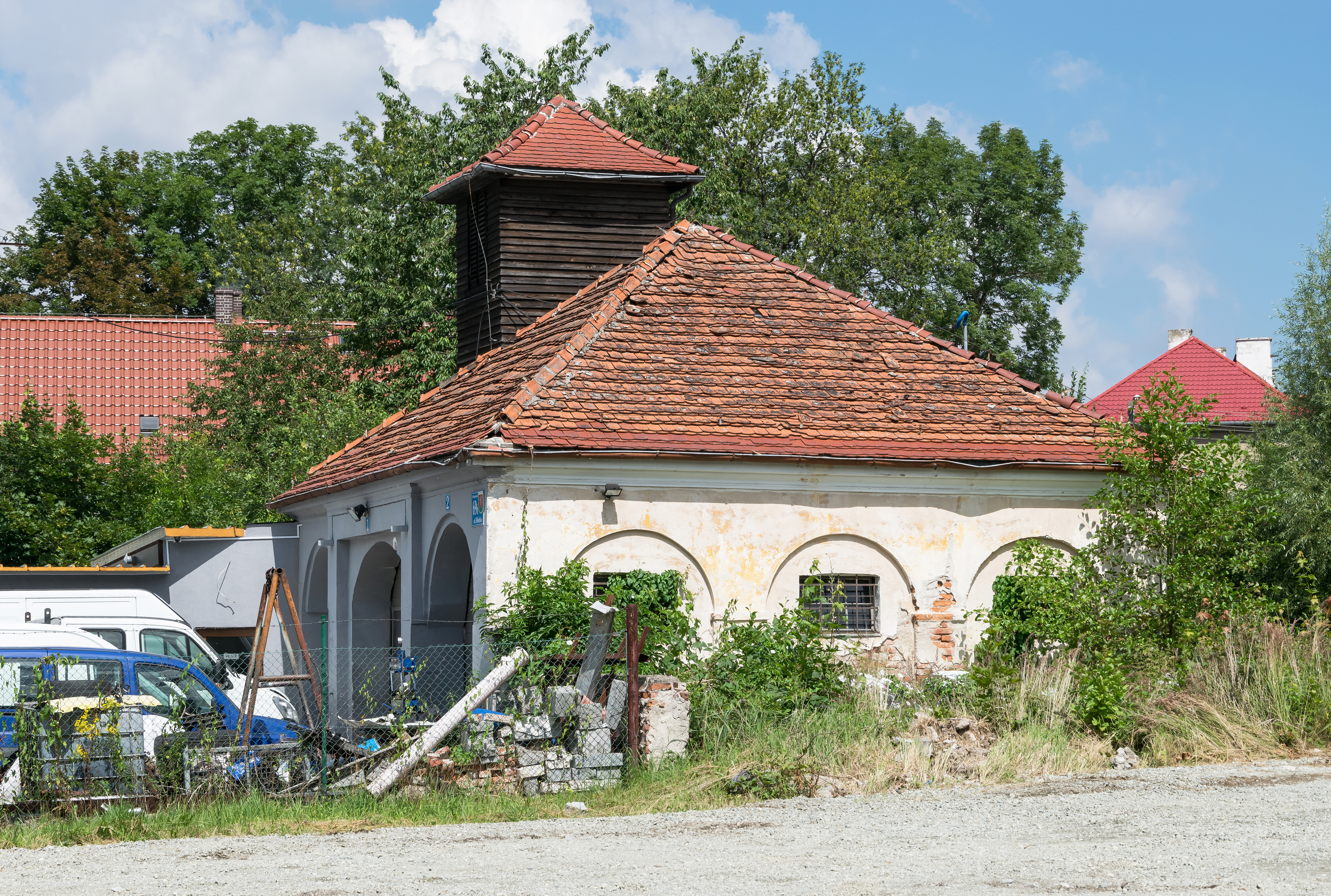
Dawna remiza OSP

Ochotnicza Straż Pożarna w Ołdrzychowicach Kłodzkich – ochotnicza straż pożarna działająca na terenie wsi Ołdrzychowice Kłodzkie w południowo-wschodniej części gminy Kłodzko. Działa nieprzerwanie od 1945 roku.

## Historia
OSP w Ołdrzychowicach Kłodzkich powstała w drugiej połowie 1945 roku z inicjatywy pierwszych polskich mieszkańców wsi: Leona Dzikowskiego, Kazimierza Wiśniewskiego, Henryka Bełcika, Bronisława Jagniątkowskiego, Lesława Razika, Jana Hrynkiewicza. Przez wiele lat korzystała ona ze sprzętu poniemieckiego. Dopiero w 1971 roku otrzymała od władz gminy pierwszy samochód. Obecnie posiada dwa nowe pojazdy: Stara GBA (kupiony w 2003 roku) i Forda SRD. Od 2006 roku strażacy korzystają z nowej remizy. Jednostka jest wpisana do krajowego systemu ratowniczo-gaśniczego.

## Członkowie
Ołdrzychowicka OSP liczy 27 strażaków, z czego 12 z nich odbyło szkolenie z zakresu ratownictwa medycznego. Jest też 10-osobowa Młodzieżowa Drużyna Pożarnicza. W skład zarządu wchodzą:
- Prezes: Olejnik Tadeusz
- Zastępca Prezesa: Biernat Tomasz
- Naczelnik: Polichowski Jan
- Zastępca Naczelnika – Stankiewicz Grzegorz
- Skarbnik: Juliusz Klimczak
- Sekretarz: Ryszard Wrotniewski
- Gospodarz: Mariusz Dasiewicz

## Remiza
Od 2005 roku OSP posiada własną remizę strażacką, którą urządzono w jednym z budynków należących do Zakładu Przemysłu Lniarskiego "Lech" przy ulicy Fabrycznej 1, w zachodniej części miejscowości. Remont obiektu został wykonany w czynie społecznym przez strażaków-ochotników. Obiekt obejmuje: garaże, świetlicę, salę wykładową, siłownię i zaplecze socjalne. Poza tym działa przy nim warsztat naprawczy, który obsługuje wszystkie jednostki OSP z gminy Kłodzko.